# Octylacetaat
Octylacetaat of octylethanoaat is een organische verbinding met als brutoformule C10H20O2. De stof komt voor als een kleurloze vloeistof met een kenmerkende fruitige geur en is vrijwel onoplosbaar in water.

## Synthese
Octylacetaat is een ester die gevormd kan worden uit de condensatiereactie tussen octanol en azijnzuur:
{\displaystyle {\ce {C8H17OH + CH3COOH -> CH3COOC8H17 + H2O}}}

## Toepassingen
Octylacetaat wordt in de smaakstoffenindustrie gebruikt als basis voor sinaasappelsmaak.